# 中河原站
中河原站（日语：／ Nakagawara eki */?）是一個位於東京都府中市住吉町二丁目，屬於京王電鐵京王線的鐵路車站。車站編號是KO26。

## 歷史
- 1925年3月24日，作為玉南電氣鐵道的車站啟用
- 1926年12月27日，玉南電氣鐵道併入京王電氣軌道，中河原站成為京王的車站。
- 1944年5月31日，京王與東京急行電鐵合併後，中河原站作為京王線的車站運行。
- 1948年6月1日，東急與京王帝都電鐵分拆，中河原站成為京王的車站。
- 1974年7月，站舍高架化。
- 2004年12月，站舍改善工程完工，增設升降機。
- 2013年2月22日，以KO26作為中河原站的編號。

### 站名由來
來自於車站所在地附近的古地名。過去多摩川是在現在北側的府中崖線附近，淺川則在現在的多摩川附近。因此過去車站北側有砂石場。

## 車站構造
本站是相對式月台2面2線高架車站，高架下是東京都道18號府中町田線（鎌倉街道）通過。
站務室、自動售票機、剪票口與月台之間設有一層較低的中2層。中2層與上下月台間數有電梯與往上專用的電扶梯，剪票口層與中2層之間設有電梯。廁所位於中2層。
2號月台的京王八王子側設有入站專用的臨時剪票口。
站體內設有商店「A LoT」、書店、羅多倫咖啡、壽司店、炸豬排店等。

### 月台配置
| 月台 | 路線   | 方向 | 目的地                                 |
| ---- | ------ | ---- | -------------------------------------- |
| 1    | 京王線 | 下行 | 京王八王子、高尾山口、多摩動物公園方向 |
| 2    | 京王線 | 上行 | 調布、明大前、笹塚、新宿、新宿線方向   |

## 使用情況
- 京王電鐵 - 2016年度1日平均上下車人次為25,461人[利用客数 1]。

近年1日平均上下車人次與上車人次的推移如下表。
| 年度               | 1日平均 上下車人次 | 1日平均 上車人次 | 來源     |
| ------------------ | ------------------ | ---------------- | -------- |
| 1955年（昭和30年） | 1,838              |                  |          |
| 1960年（昭和35年） | 3,632              |                  |          |
| 1965年（昭和40年） | 7,929              |                  |          |
| 1970年（昭和45年） | 16,226             |                  |          |
| 1975年（昭和50年） | 24,062             |                  |          |
| 1980年（昭和55年） | 23,121             |                  |          |
| 1985年（昭和60年） | 26,329             |                  |          |
| 1990年（平成02年） | 30,975             | 15,364           | [ * 1 ]  |
| 1991年（平成03年） |                    | 15,732           | [ * 2 ]  |
| 1992年（平成04年） | 32,724             | 16,268           | [ * 3 ]  |
| 1993年（平成05年） |                    | 16,121           | [ * 4 ]  |
| 1994年（平成06年） |                    | 15,838           | [ * 5 ]  |
| 1995年（平成07年） | 31,794             | 15,689           | [ * 6 ]  |
| 1996年（平成08年） |                    | 15,822           | [ * 7 ]  |
| 1997年（平成09年） |                    | 15,890           | [ * 8 ]  |
| 1998年（平成10年） |                    | 16,151           | [ * 9 ]  |
| 1999年（平成11年） |                    | 14,904           | [ * 10 ] |
| 2000年（平成12年） | 30,180             | 14,732           | [ * 11 ] |
| 2001年（平成13年） |                    | 14,249           | [ * 12 ] |
| 2002年（平成14年） | 27,478             | 13,474           | [ * 13 ] |
| 2003年（平成15年） | 26,736             | 12,945           | [ * 14 ] |
| 2004年（平成16年） | 26,308             | 12,770           | [ * 15 ] |
| 2005年（平成17年） | 26,024             | 12,674           | [ * 16 ] |
| 2006年（平成18年） | 26,141             | 12,797           | [ * 17 ] |
| 2007年（平成19年） | 26,352             | 13,016           | [ * 18 ] |
| 2008年（平成20年） | 26,303             | 13,041           | [ * 19 ] |
| 2009年（平成21年） | 25,401             | 12,605           | [ * 20 ] |
| 2010年（平成22年） | 24,952             | 12,395           | [ * 21 ] |
| 2011年（平成23年） | 24,724             | 12,254           | [ * 22 ] |
| 2012年（平成24年） | 25,186             | 12,493           | [ * 23 ] |
| 2013年（平成25年） | 25,183             | 12,488           | [ * 24 ] |
| 2014年（平成26年） | 24,694             | 12,222           | [ * 25 ] |
| 2015年（平成27年） | 25,539             |                  |          |
| 2016年（平成28年） | 25,461             |                  |          |

## 車站周邊
- 東京多摩郵便局（日语：東京多摩郵便局）
- 府中中河原郵便局
- 府中市立住吉圖書館
- LIFE（日语：LIFE CORPORATION）中河原店
- 西友中河原店
- 里索那銀行中河原支店
- 八千代銀行（日语：八千代銀行）中河原支店
- MINDS農業協同組合（日语：マインズ農業協同組合）中河原支店
- 府中惠仁會醫院
- Kewpie（日语：キユーピー）中河原工場
- 日本電氣 (NEC) 中河原技術中心
- 讀賣新聞東京本社（日语：読売新聞東京本社）府中支局、印刷工場
- 府中多摩製片廠（日语：府中多摩スタジオ）
- 小野神社（日语：小野神社 (東京都府中市)）
- 八幡神社
- Gusto（ガスト）

### 巴士路線
- 中河原站（京王巴士中央、府中市社區巴士「中巴士（日语：ちゅうバス）」）
  - 急行 往NEC正門（京王）※平日早上1班
  - 中03 經NEC正門往都營泉二丁目（京王）※僅平日早上
  - 中02、櫻08 經稻荷神社往都營泉二丁目（京王）
  - 櫻08 往聖蹟櫻丘站（京王）※週六假日一班
  - 南町、四谷循環四谷苑西線 經稲荷神社、四谷三丁目往四谷苑西（中巴士）
  - 南町、四谷循環四谷苑西線 經分倍河原站、府中市役所往府中站（中巴士）
  - 南町、四谷循環四谷六丁目線 經四谷六丁目、三屋通往中河原站（中巴士）

## 相鄰車站
京王電鐵
 京王線
■特急、■準特急、■急行
通過
■區間急行、■快速、■各站停車
分倍河原（KO25）－中河原（KO26）－聖蹟櫻丘（KO27）

## 外部連結
- 中河原 - 京王電鐵

35°39′34.5″N 139°27′28″E / 35.659583°N 139.45778°E